# Chlorita brevispina
Chlorita brevispina är en insektsart som beskrevs av Rauno E. Linnavuori 1965. Chlorita brevispina ingår i släktet Chlorita och familjen dvärgstritar.
Artens utbredningsområde är Turkiet. Inga underarter finns listade i Catalogue of Life.